# GME 15
Die normalspurige Tenderlokomotive 15 war eine von Henschel in Kassel hergestellte Industrielokomotive der Bauart E h2t. Sie wurde mit den Fabriknummer 25251 1951 gebaut und auf der zur Georgsmarienhütte gehörenden Georgsmarienhütte-Eisenbahn (GME) zwischen Georgsmarienhütte und Hasbergen und deren Zweigstrecken eingesetzt.
Die Lokomotive war bis 1965 in Betrieb und wurde anschließend verschrottet.

## Geschichte
Die Georgsmarienhütte-Eisenbahn erlebte nach dem Zweiten Weltkrieg einen starken Aufschwung, weil die Gegend um die Georgsmarienhütte relativ wenig zerstört war und zu Beginn des Wiederaufbaues bzw. des Wirtschaftswunders 1951/52 ein zweiter Siemens-Martin-Ofen eingeweiht wurde, wodurch sich der Transportbedarf von Erz, Koks und Kalk stark erhöhte. Somit war besonders zu der ebenfalls fünfachsigen GME 13 eine gleichwertige Verstärkung erforderlich, der sich besonders für den Transport langer und schwerer Güterzüge eignete.
Die neue Lokomotive von Henschel orientierte sich in ihrer Bauausführung an den beiden während des Krieges gebauten Lokomotiven der Roddergrube, hier lediglich geändert für den Betrieb mit Steinkohle. Zu ihrem Empfang wurde sie als stärkste Lokomotive der Bahngesellschaft mit Girlanden rundum geschmückt und am Lokschuppen in Georgsmarienhütte ein Erinnerungsfoto mit allen maßgeblichen Beteiligten arrangiert. Weitere Fotos zeigen sie mit Güterzügen mit einer Länge von über 20 zweiachsigen Güterwagen. Wie die Lokomotiven der Roddergrube hatte auch die GME 15 kein langes Leben. Besonders die Schließung des Tagebaues bei der Hüggelbahn führte zu einer Senkung der Transportzahlen um 1964. Außerdem machte sich um diese Zeit der Traktionswandel bemerkbar. Das führte dazu, dass die Lokomotive von einer Diesellokomotive KHD DG 1000 BBM abgelöst wurde. Nach ihrer Ausmusterung soll erwogen worden sein, bei der Stahlkrise Ende der 1960er Jahre und besonders zur Energiekrise die Lok um 1971 nach dem Ablauf ihrer Fristen wieder aufzubauen. Dafür war sie in die Einzelteile zerlegt auf mehreren Güterwagen der GME konserviert abgestellt. Letzten Endes wurde diese Maßnahme aus finanziellen Gründen nicht verwirklicht und die GME 15 verschrottet. Aushilfsweise setzte die GME auch eine geliehene Lokomotive der DB-Baureihe 82 im Güterverkehr ein.

## Konstruktion
Äußerlich und konstruktiv hält sich die GME 15 sehr an die Lokomotiven Villebahn 20 und 21. Die Lok wurde unterschiedlich in den Henschel-Katalogen einmal als Typ EH 1370 gemeinsam mit der PIE 61 oder Regeltype 1200 PS bezeichnet, was den leistungsmäßigen Unterschied zu der Vorkriegslok mit der Braunkohlenfeuerung verdeutlicht.
Unterschiede gab es vor allem im Laufwerk, wo die GME 15 mit Beugniot-Hebel zwischen den äußeren Achsen ausgerüstet war und somit keinen festen Achsstand besaß. Das führte zu einer erhöhten Masse der Lokomotive, die auf Grund der Gleisanlagen der GME keine Probleme darstellte. Unterschiede ergaben sich ferner aus der anderen Feuerung mit Stein- statt Braunkohle. Deshalb entfiel bei den Lokomotiven der große Aufsatz an dem Kohlenkasten. Der Rost war entsprechend kleiner ausgeführt, ebenfalls der Kohlekasten, der bei der GME 15 in Schweißtechnik ausgeführt war. Die Lokomotive besaß eine größere Heizfläche und auch einen größeren Überhitzer.
Die Lok war größtenteils olivgrün mit schwarzer Rauchkammer und rotem Fahrwerk versehen.